# Георги Марков (политик)
Вижте пояснителната страница за други личности с името Георги Марков.
Георги Евдокиев Марков е български политик и конституционен съдия от 1994 до октомври 2003 г.

## Семейство
Георги Марков е роден в София на 20 март 1950 г. Произхожда от семейство на служещи, безпартийни. Майка му Елена Новкиришка е изключена от Юридическия факултет на Софийския университет след 9 септември 1944 г. по политически причини. Работи като стоковед в „Печатни произведения“. Баща му Евдоки Марков е завършил първата театрална школа на големия български артист и педагог Георги Стаматов и играе под негова режисура в Профсъюзния театър (Работнически театър) „Г. Димитров“ на пл. Възраждане. Работил е дълги години като касиер-счетоводител в Селскостопанската академия.
Съпругата му Мария почива през март 2018 г. в Будапеща. С нея прекарват 47 години от живота си след като сключват брак в унгарската столица. Има една дъщеря Елизабет, родена в унгарския град Естергом. Там завършва история на изкуствата.

## Професионална дейност
Георги Марков завършва право в СУ „Климент Охридски“. Работи като стажант съдия в Софийски градски съд. През 1978 г. става юрискосулт, а после и началник отдел „Правен“ на Първи районен съвет в София. През 1985 г. е назначен за главен юрисконсулт на Столична община. През 1988 г. е приет за адвокат в Софийската адвокатска колегия. В периода 1985 – 1999 е хоноруван асистент по административно право по покана на проф. Кино Лазаров. Има над 30 научни публикации и една книга, касаеща отчуждаването на недвижими имоти на гражданите и тяхното обезщетяване и анализ на практиката на Върховния съд. През 1988 г. в списание „Държава и право“ излиза съвместната му статия с проф. д-р Живко Сталев „За усъвършенстване на административното производство“. В края на 80-те години става Главен секретар на списание „Държава и право“ по покана на главния редактор проф. Живко Миланов. Член е на законодателната комисия във Великото народно събрание и в XXXVI народно събрание. Негов е законът с който са реституирани 25 000 магазинни помещения на гражданите, изкупени им принудително по ПМС 60/1975 г.
През 1994 г. е назначен от президента д-р Желю Желев за конституционен съдия. Мотивът на Държавния глава е, че има самостоятелно мислене. Напуска Конституционния съд поради изтичане на мандата през 2003 г. От 1999 до 2014 г. е в редакцията на списание „Юридически свят“ по покана на главния редактор проф. Нено Неновски.

## Политическа дейност
През 1990 г. за пръв път става партиен член – на Демократическата партия и като мажоритарен кандидат на СДС става депутат във Великото народно събрание. Победител е в първи тур в 197 избирателен район София – ж. к. „Люлин“. Става зам.-председател на Демократическата партия с председател Стефан Савов.
Негова е идеята за гладна стачка на 39-те депутати на СДС, напуснали ВНС. В основата на успеха при първата победа на СДС на 13 октомври 1991 г. Любимец на сините митинги, обикаля страната заедно със Стоян Ганев, Венци Димитров, Александър Йорданов, Стефан Савов, Елка Константинова, Йордан Василев, Златка Русева и Едвин Сугарев. Следва спечелване на кметските избори във всички големи градове от СДС. Организира рок концерт „Мавзолеят“ на 15 май 1992 г. заедно с актьора Тодор Колев, след което той е запален символично. От там излиза прозвището му „рок-депутат“. Негови са фразите „Избори до дупка“ и „Син седесарски шут“. Напуска политиката след като става член на Конституционния съд. Завръща се в нея през 2005 г. като председател на партия „Ред, законност и справедливост“. Явява се на президентските избори срещу президента Първанов. Обявява се за „единствения автентичен седесар“ сред кандидатите. Класира се четвърти, което води до доброволна оставка като председател на РЗС, подадена в края на м. ноември.
През 2013 г., по повод „Костинбродската афера“, става консултант на ГЕРБ, а по покана на Бойко Борисов през 2017 г. става депутат на партията от 24-ти избирателен район в София от гражданската квота в 44-тото Народно събрание.

## Спортен деятел
Запален левскар, става член на секцията на „Левски“ по хокей на лед през 1988 г. по покана на легендарния син треньор Георги Страшимиров. През 1990 г. организира подписка във ВНС за девоенизиране и връщане на гражданския статус на футболен клуб „Левски“. През 1992 – 1995 г. е член на ръководството на клуба по покана на Томас Лавчис. През 2001 г. по покана на Майкъл Чорни, а след това и на Тодор Батков, е председател на Управителния съвет на ПФК „Левски“. По покана на Иван Славков и Иван Вуцов е вицвпрезидент на Българския футболен съюз в периода 2000 – 2004 г. Член е на БОК по покана на Иван Славков и председател на Юридическата комисия. При Костадинова става член на Бюрото на БОК.

## Агентурна дейност
Въпреки че още от 1992 г. има слухове, че има досие в архива на Държавна сигурност под псевдонима Николай, той отрича това. По-късно твърди, че фактът, че са го избрали за конституционен съдия означава, че не е бил агент. По време на кандидат-президентската му кампания през 2006 г., вестник „Монитор“ публикува документи, за които се твърди, че са личното дело на Марков и в които се казва, че той е агент на ДС от 1972 г. Марков твърди, че тези документи са фалшификат.
С Решение № 4 от 21.06.2007 г., както и с Решение № 10 от 25.07.2007 г. и Решение № 14 от 04.09.2007 г. на Комисията по досиетата се оповестява агентурната дейност на Георги Евдокиев Марков към Втори отдел на Държавна сигурност и на Шесто управление в периода 1971 – 1976 в качеството на агент с псевдоними „Николай“ и „Стефан“ . След първото решение Марков отново отрича да е писал доноси . Във второто решение Комисията съобщава за открито от нея в друго дело сведение от агент „Николай“ относно обект на ДОП „Скакалеца“ прието на 7 декември 1972 по линия „Подготовка и бягство от НРБ“. В документите е записано, че е снет от отчет през 1976 г. Досието на Марков е унищожено на 18 юни 1990 г.